# Universidade Islâmica Sultan Sharif Ali
Universidade Islâmica Sultan Sharif Ali (UNISSA; em malaio: Universiti Islam Sultan Sharif Ali; em árabe: جامعة السّلطان الشّريف عليّ الإسلاميّة) é uma universidade pública secundária com campus principal localizado na capital de Brunei, Bandar Seri Begawan. Nessa região, o território da instituição está em área urbana e oferece gratuitamente a qualquer indivíduo aulas de alguns esportes, como futebol, badminton, boliche, sepak takraw e voleibol. O atual reitor, eleito no final de 2014, é o Dr. Haji Norarfan bin Haji Zainal.
A universidade foi inaugurada em 1 de janeiro de 2007, como a primeira universidade islâmica de Brunei, pelo sultão e primeiro-ministro do país, Hassanal Bolkiah. O nome da instituição remete ao terceiro sultão de Brunei, Sharif Ali, descendente do profeta islâmico Maomé. Ali foi o primeiro sultão a construir uma mesquita na região bruneana (mais tarde, destruída em 1945).
De forte caráter religioso, iniciou suas atividades acadêmicas em agosto de 2007, quando foram admitidos 125 alunos de graduação. Há, na universidade, quatro faculdades e seis centros de estudo: Faculdade de Língua Árabe e Civilização Islâmica; Faculdade de Usuluddin; Faculdade de Xaria e Direito; Faculdade de Economia e Finanças; Centro de Linguagens; Centro de Pós-Graduação; Centro de Investigação Mazhab Shafi'i; Centro de Investigação e Publicação; Centro de Relações Públicas e Internacionais e Centro de Tecnologia e Mídia. Estão sob controle do Dr. Arman Bin Haji Asmad e do Dr. Haji A. Mohammed H. b'Pehin P. H. A. Ahmad.
Afiliada ao sunismo, a reitoria foi movida para um campus maior (Pengiran Anak Puteri Rashidah College of Nursing) em meados de fevereiro de 2009, a fim de facilitar aos estudantes a mobilidade e expandir os centros universitários. Com as cores verde e branco como símbolos, a UNISSA se destaca pelo estudo e pelas pesquisas sobre as línguas oficiais de Brunei, as quais são reconhecidas pela própria instituição de ensino: malaio, inglês e árabe.